# Ringgenberger Handel
Der Ringenberger Handel war ein Schiedsgerichtsurteil vom 13. Juni 1382 in der Stadt Luzern zwischen den Konfliktparteien Interlaken und Bern einerseits, Unterwalden andererseits.

## Konflikt
1378 erhielt der Ritter Petermann von Ringgenberg die Herrschaft Ringgenberg-Brienz zur Verwaltung.
Die von Ringgenberg hatten bereits finanzielle Schwierigkeiten und versuchten nun, durch Steuererhöhungen die Lage zu verbessern.
1381 kam es infolge der Steuerlast zu einem Aufstand der Bevölkerung. Die Unterwaldner, vor allem die benachbarten Obwaldner, schlossen sich an, belagerten und zerstören die Burg Ringgenberg, nahmen Petermann von Ringgenberg gefangen und brachten ihn nach Obwalden. Ziel war es, die Grenze von Obwalden über den Brünigpass hinaus zu erweitern. Des Weiteren gab es auch noch Streitigkeiten über das Nutzungsrecht der Alpen in Giswil.

## Urteil
Am 13. Juni 1382 urteilte das Schiedsgericht in Luzern zu Ungunsten der Obwaldner und verlangte, den ursprünglichen Zustand wiederherzustellen.
Infolge des Urteils kam es in Ob- und Nidwalden zu einem politischen Umsturz, in dem die alten Adligen Familien ihre Macht verloren.
Im Gegenzug konnte die Stadt Bern ihren Einfluss auf das Berner Oberland festigen. Die zerstörte Burg wurde jedoch nicht mehr aufgebaut, da den von Ringgenberg finanzielle Mittel fehlten.

## Weblink
- Angelo Garovi: Ringgenberger Handel. In: Historisches Lexikon der Schweiz.